# جانلوکا بورتولامی
جانلوکا بورتولامی (ایتالیایی: Gianluca Bortolami؛ زادهٔ ۲۸ اوت ۱۹۶۸) دوچرخه‌سوار اهل ایتالیا است.

## باشگاهی
از باشگاه‌هایی که در آن رکاب زده‌است می‌توان به تیم دوچرخه‌سواری فستینا و تیم دوچرخه‌سواری ماپی اشاره کرد.